# Hugues de Verceil
Ne pas confondre avec Hugues Borromeo (it), évêque de Novare (1304-1329) dit Hugues de Verceil.
Hugues de Verceil ((it): Uguccione di Vercelli) est un dignitaire de l'ordre du Temple qui fut l'avant-dernier maître de la province de Lombardie. Il occupa également les fonctions de cubiculaire du Pape.

## Biographie
Hugues de Verceil était vraisemblablement déjà cubiculaire du Pape en 1278. Il occupa cette fonction jusqu'en 1282 puis celle de Castellan de Ponte della Badia (Vulci) l'année suivante. L'abbadia di Vulci venant d'être confiée aux templiers par le Pape Martin IV. 
On le retrouve fréquemment au service des Papes, comme en 1288 où il est porteur d'une lettre papale concernant la propriété du château d'Alba ou encore en 1296 lorsqu'on lui demande de reprendre possession du château de Palazzolo. Il reçut même en récompense le fief de Miranda en 1290.
Comme nombre de templiers et d'hospitaliers, il occupa des fonctions politiques au service de l'État pontifical qui choisissait dans ces deux ordres militaires ses cubiculaires (chambriers) et à qui étaient confiées certaines missions délicates. Certains occupant même la fonction de trésorier.
Sa sépulture se trouvait à Santa Maria in Capita (Bagnoregio)

## Maître de la province de Lombardie
La province d'Italie, dite de Lombardie dans la seconde moitié du XIIIe siècle, correspondait au nord et au centre de l'Italie (Royaume germanique d'Italie et États pontificaux). Le sud de la péninsule formant une voire deux autres provinces, à savoir les Pouilles et la Sicile. 
Hugues de Verceil accède à la fonction de maître de province en 1300, succédant à Guglielmo di Canelli. Il cumulait cette charge avec celle de chambrier du Pape Boniface VIII.
Le siège de cette province était la commanderie Sainte-Marie de l'Aventin à Rome mais il procéda parfois à la réception des nouveaux frères au palais du Latran comme l'attestent les dépositions recueillies au cours du procès de l'ordre du Temple,.